# Russula sanguinea
La Russula sanguinea ((Bull.) Fr. (1838)) è una delle russule più comuni che è possibile trovare nelle pinete. Si riconosce facilmente soprattutto per le lamelle decorrenti sul gambo. Come gran parte delle russule ha una grossa variabilità cromatica tanto che è frequente incontrare esemplari fortemente decolorati, con gambo biancastro o giallognolo.

## Descrizione della specie
Cappello
5-10 cm di diametro, prima convesso, poi appianato, leggermente depresso al centro, spesso umbonato-gibboso, carnoso,  irregolare
cuticoladifficilmente separabile dal cappello, asportabile solo al bordo, vischiosa, brillante e lucida con il tempo umido, poi opaca, finemente rugosa, di colore rosso sangue, rosso ciliegia, più chiara verso il margine, spesso decolorata, con macchie biancastre o crema.
marginemolto sottile, intero, ondulato, spesso scanalato per trasparenza,
Lamelle
Mediamente fragili, fitte, spaziate negli esemplari vecchi, forcate, brevemente anastomizzate, adnate o decorrenti, di colore biancastro o crema chiaro, macchiate di giallo cromo al tocco, con il filo colorato di rosso vicino al margine del cappello, intercalate da poche lamellule di diversa lunghezza.
Gambo
5-8(10) x 1,5-2,5 cm, spesso eccentrico, cilindrico, attenuato alla base, molto fragile, pruinoso, finemente rugoso, biancastro, più o meno intensamente colorato di rosso, alle volte un po' ingrigente con l'umidità, superficie abbastanza sottile, pieno poi cavernoso in vecchiaia.
Carne
Bianca, soda, fragile, dura, rosa sotto la cuticola, macchiata di giallo al tocco.
- Odore: debolmente fruttato.
- Sapore: piccante, subito molto acre.

Microscopia
Spore6,4-8,4 x 5,4-6,8 µm, ovoidali, con verrucche isolate alte fino 0,9 µm, scarsamente reticolate, colore ocra pallido in massa.
Pileipellisife filamentose spesse 1,5-3,5 µm .
Dermatocistidiabbondanti, cilindrici, affusolati, larghi 5 - 7,5 µm.
Basiditetrasporici, clavati, 40-53 x 9-11 µm.
Cistidilarghi fino a 17 µm, fusiformi e con appendice apicale.

## Reazioni macrochimiche
- Solfato ferroso (FeSO4): carne lentamente rosa.
- Ammoniaca e KOH: carne e lamelle negativo.
- Guaiaco: carne velocemente verde-azzurra-blu.
- Fenolo: lento, brunastro.

## Habitat
Fruttifica nei boschi di aghifoglia, soprattutto sotto pini di varie specie (Pino mugo, Pino silvestre, Abete rosso, Larice), dalla zona mediterranea alla zona subalpina, in estate ed autunno.

## Commestibilità
Velenoso.

## Etimologia
Il nome deriva dal latino sanguineus, di colore del sangue.

## Sinonimi e binomi obsoleti
- Agaricus sanguinea Bull.